# Barochorie

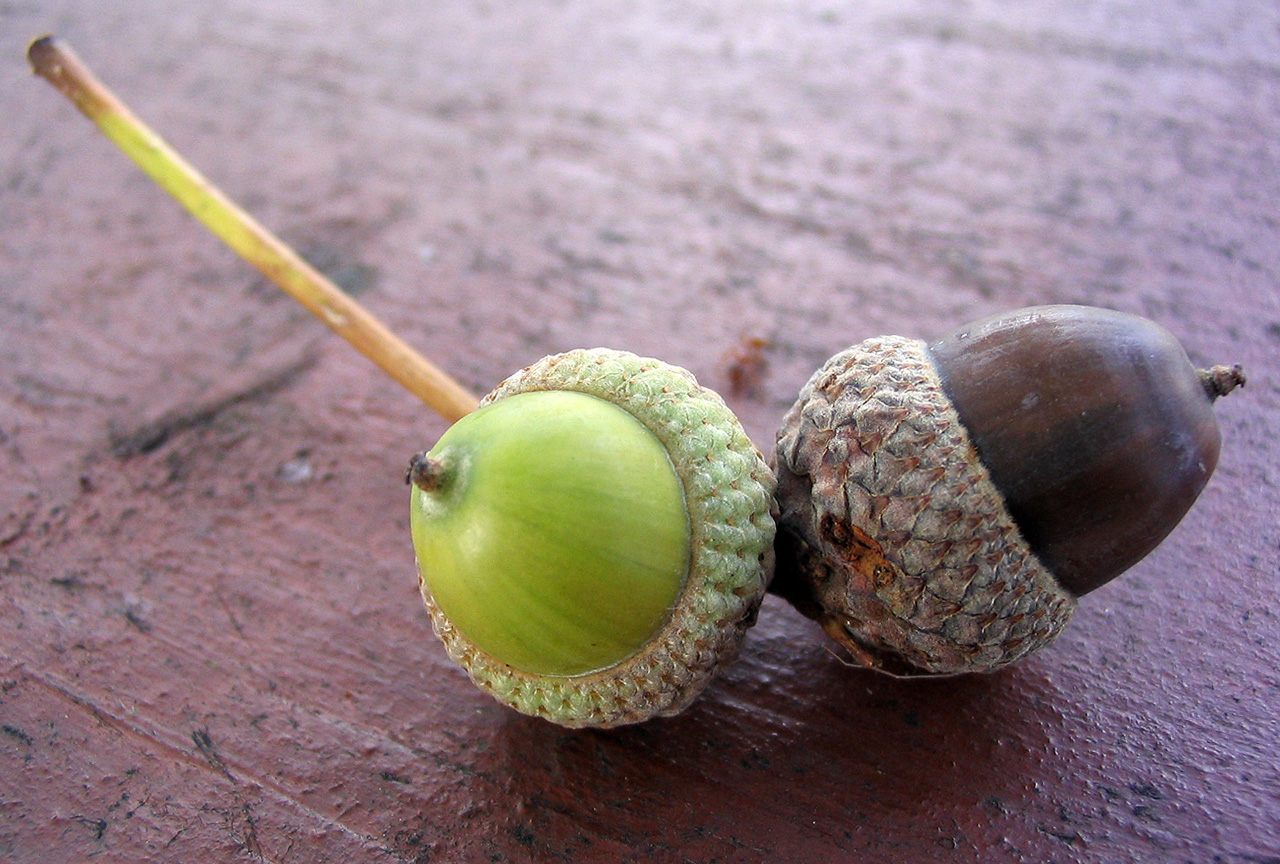
Frucht der Eiche (Eichel) – Eichen breiten ihre Früchte barochor aus

Als Barochorie wird ein Ausbreitungsmechanismus von Pflanzen bezeichnet, bei denen sich diese die Schwerkraft zunutze machen. Es handelt sich um eine Spielart der Topochorie (Nahausbreitung).
Barochorie ist besonders typisch für viele Laubbäume, deren reife Früchte sich vom Fruchtstiel lösen und aufgrund der Schwerkraft zu Boden fallen. Eichen und Haselnusssträucher nutzen beispielsweise diesen Ausbreitungsmechanismus. Er wird aber auch von kleineren Pflanzen verwendet. Bei der Walderdbeere vertrocknen die Früchte, die nicht von Tieren oder Menschen verzehrt werden und damit endochor ausgebreitet werden, an ihren Fruchtstielen. Die Nüsschen fallen dann von den verdorrten Früchten auf den Boden herab.

## Ausprägungen
Als Schwerkraftwanderer werden die wenigen Pflanzen bezeichnet, bei denen durch den Fall die Kapseln aufbrechen und die Samen durch die freigesetzte Energie einige Meter weiter rollen. Dies gilt beispielsweise für die Gewöhnliche Rosskastanie.
Neben der echten Barochorie, das heißt dem schlichten Herunterfallen einzelner, nackter und schwerer Samen durch die Schwerkraft, aus einer an der Mutterpflanze verbleibenden Frucht, gibt es noch einige andere Ausprägungen:
- Bei der Calycobolie bricht der Kelch, der die Frucht umschließt, bei der Fruchtreife von der Rhachis ab und die ganze Frucht fällt zu Boden. Hier kann sie verweht werden oder bei schweren Früchten liegen bleiben.
- Bei der Synaptospermie fällt nicht eine einzelne Frucht, sondern der ganze Blütenstand mit mehreren Früchten herunter. Hierzu bricht er von der Sprossachse ab. Diese Fruchtstände sind üblicherweise zu schwer, um verweht zu werden.
- Bei der Aestatiphorie fällt die Frucht gar nicht herab, bis die Pflanze zerfällt. Hier bleibt die Frucht geschlossen.
- Basikarpie heißt der Fall, in dem die schweren Früchte den Blütenstand zu Boden drücken und dort keimen.
- Geokarpie schließlich ist ein besonderes Phänomen, bei dem einige sterile Blüten zu Bohrern umgebildet werden, die die fertilen Blüten einschließen und den Boden penetrieren. Dort reifen die Früchte heran und die Samen können keimen.

Es zählt auch die echte und unechte Viviparie dazu.